# In Love Again!
In Love Again! — студийный альбом американской певицы Пегги Ли, выпущенный в 1964 году на лейбле Capitol Records. Аранжировщиком альбома стали Ричард Хазард, Билл Холман и Шорти Роджерс.

## Отзывы критиков
| Оценки критиков               | Оценки критиков |
| Источник                      | Оценка          |
| ----------------------------- | --------------- |
| AllMusic                      | [ 3 ]           |
| Encyclopedia of Popular Music | [ 4 ]           |

Уильям Рульманн в своей рецензии для AllMusic написал, что в альбоме нет ничего откровенного, только 12 качественных выступлений от известной певицы, которая не стесняется брать материал других артистов и делать своё собственное прочтение.

## Список композиций
| №                   | Название                | Автор(ы)                     | Длительность |
| ------------------- | ----------------------- | ---------------------------- | ------------ |
| 1.                  | «A Lot of Livin’ to Do» | Ли Адамс, Чарльз Страус      | 2:34         |
| 2.                  | «I’ve Got Your Number»  | Сай Коулман, Кэрлин Ли       | 1:59         |
| 3.                  | «Little By Little»      | Уолтер О’Кифи, Бобби Долан   | 2:03         |
| 4.                  | «Got That Magic»        | Билл Шлугер, Пегги Ли        | 1:40         |
| 5.                  | «The Moment of Truth»   | Фрэнк Скотт, Текс Саттеруайт | 1:53         |
| 6.                  | «That’s My Style»       | Сай Коулман, Пегги Ли        | 2:38         |
| Общая длительность: | Общая длительность:     | Общая длительность:          | 12:47        |

| №                   | Название                       | Автор(ы)                               | Длительность |
| ------------------- | ------------------------------ | -------------------------------------- | ------------ |
| 1.                  | «I Can’t Stop Loving You»      | Дон Гибсон                             | 3:05         |
| 2.                  | «Unforgettable»                | Ирвинг Гордон                          | 2:25         |
| 3.                  | «Once (Ils S’aimaient)»        | Эдди Марани, Ги Мажента, Норман Гимбел | 2:38         |
| 4.                  | «(I’m) In Love Again»          | Сай Колуман, Пегги Ли                  | 2:51         |
| 5.                  | «I Got Lost In His Arms»       | Ирвинг Берлин                          | 2:30         |
| 6.                  | «How Insensitive (Insensatez)» | Антониу Карлос Жобин, Норман Гимбел    | 2:48         |
| Общая длительность: | Общая длительность:            | Общая длительность:                    | 16:17        |